# Angelo Nicolini
Angelo Nicolini (Florença, 29 de junho de 1502 - Siena, 15 de agosto de 1567), foi um cardeal do século XVII.

## Biografia
Nasceu em Florença em 29 de junho de 1502. O mais velho dos filhos de Matteo Nicolini e Ginevra Morelli. Dos seus irmãos, apenas dois atingiram a idade adulta: Piero, como ele nascido do casamento entre Matteo e Ginevra; e Fiammetta, filha de Maddalena Guiducci, terceira esposa de seu pai. Seu primeiro nome também está listado como Agnolo; e seu sobrenome como Niccolini.
Ele era de natureza quieta e submissa, pelo que na infância foi muitas vezes "repreendido e ridicularizado", mas isso não o impediu de refazer com sucesso os passos de seu pai e avô Agnolo, conhecidos juristas: em 1523, formou-se na Universidade de Pisa in utroque iure , direito canônico e civil, com Filippo Decio e imediatamente foi nomeado professor extraordinário de direito civil até o ano acadêmico de 1525-1526. Sua carreira docente sofreu então um primeiro revés após graves ferimentos na cabeça sofridos após um confronto com um soldado estacionado em Pisa.
Em 1529, quando seu pai, um filomediceo, já havia sido preso, Angelo também foi condenado à prisão durante quatro meses pelos comissários de Pisa. Pouco depois, a restauração do governo Médici marcou a viragem na sua vida, a sua entrada no mundo político e a sua progressiva transformação de jovem promessa do foro em advogado do Estado. Não foi uma escolha fácil, segundo as memórias do filho e os pesados registos contabilísticos da sua profissão de advogado, que prudentemente tentou retirar, considerando ainda insegura a posição do duque face ao poder dos exilados apoiados por Papa Paulo III. Em 1530 casou-se com Alessandra di Vincenzo Ugolini e teve quatro filhos; sua esposa morreu em 1550. Ele foi conselheiro e leal apoiador de Cosimo I de' Medici da Toscana, que lhe confiou missões sensíveis e relevantes e o nomeou senador. Embaixador da Toscana perante o Papa Paulo III; e mais tarde, em 1538, antes do imperador Carlos V. Primeiro governador de Siena em 1557.
Recebeu a ordenação sacerdotal (não foram encontradas mais informações).
Eleito arcebispo de Pisa, 14 de julho de 1564. Consagração (nenhuma informação encontrada).
Criado cardeal sacerdote no consistório de 12 de março de 1565; recebeu o chapéu vermelho e o título de S. Calisto, em 15 de maio de 1565. Participou do conclave de 1565-1566, que elegeu o Papa Pio V.
Morreu em Siena em 15 de agosto de 1567, às 18h. Transferido para Florença, foi sepultado na igreja de S. Croce daquela cidade. A notícia de sua morte chegou a Roma em 17 de agosto de 1565.